# Antigos euroasiáticos do Norte
Na Arqueogenética, Antigos Euroasiáticos do Norte ou Antigos Eurasiáticos do Norte (abreviados como ANE em inglês) é o nome dado a um componente ancestral representante da linhagem dos povos da cultura Mal'ta-Buret' (c. 24.000 AP) e populações intimamente relacionadas a eles, como os indivíduos do Paleolítico Superior de Afontova Gora e Yana Rhinoceros.

## Origem

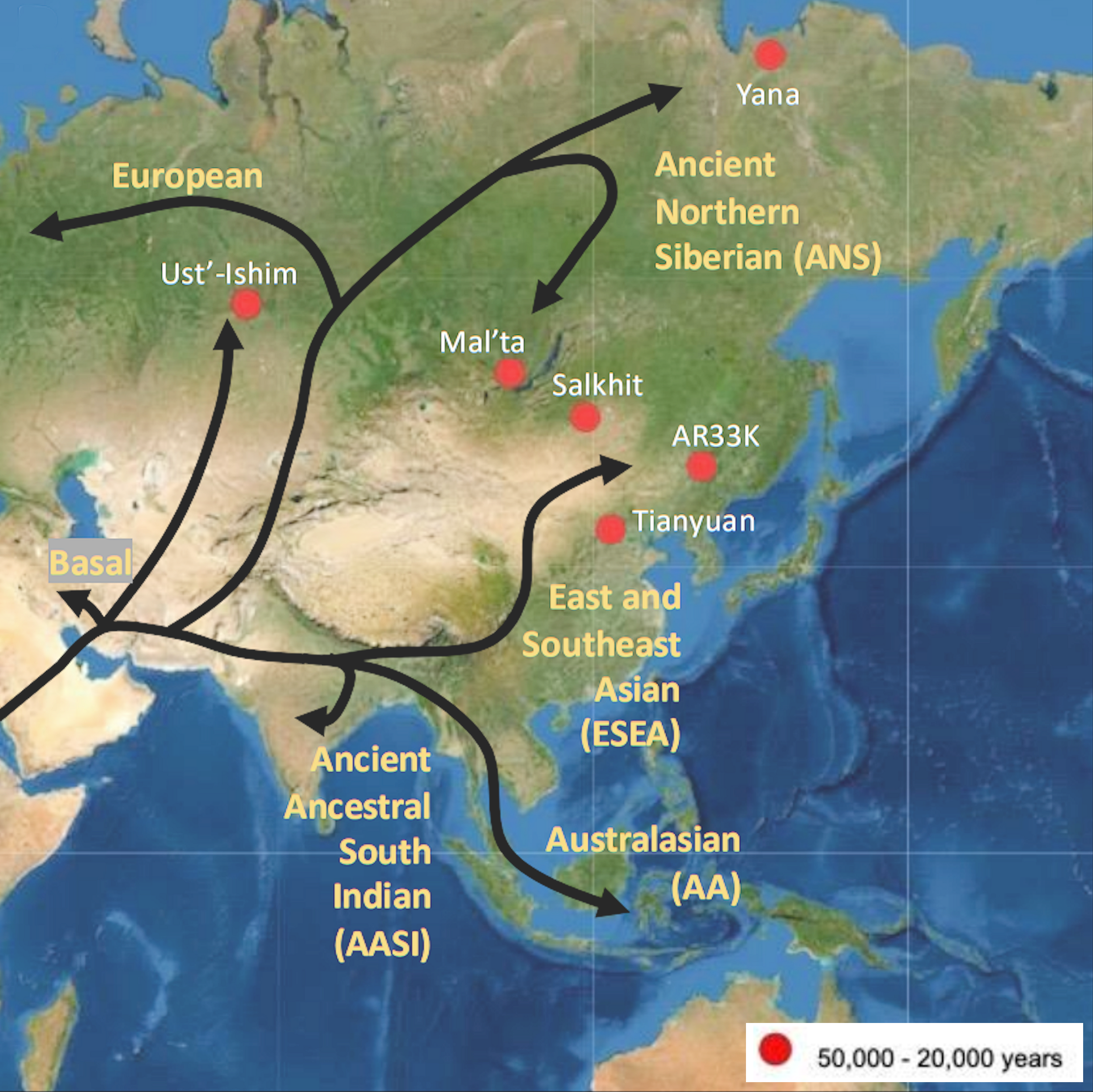
Mapa demonstrando a dispersão de humanos pela Ásia (Yang, 2022).

Os Antigos Eurasiáticos do Norte, parte da linhagem dos Eurasiáticos Ocidentais (representados atualmente pelas populações da Europa e Oriente Médio), se formaram na Ásia Central há pouco menos de 40 mil anos, logo após a divisão entre os Eurasiáticos Ocidentais e asiáticos orientais. Nos milênios seguinte, se expandiram para o norte, colonizando a Sibéria.
Geneticamente falando, o pool genético dos ANE é entre dois terços e quatro quintos de procedência eurasiática ocidental, sendo o restante – entre um terço e um quinto – oriundo dos primeiros asiáticos orientais.

## Dispersão e presença nas populações atuais
Entre 20 e 25 mil anos atrás, no leste da Sibéria, os ANE encontraram e se misturaram com uma população asiática oriental, assim originando os ancestrais diretos dos paleossiberianos e dos ameríndios. Geneticamente falando, a ancestralidade genética dos povos indígenas da América é c. 60% asiática oriental e c. 40% ANE.
No Mesolítico e início do Neolítico, os Antigos Eurasiáticos do Norte migraram para o Leste Europeu e Escandinávia, aonde encontraram e se misturaram com os Caçadores Coletores Ocidentais, assim formando os Caçadores-Coletores Orientais (do Leste Europeu) e Escandinavos. Os Caçadores-Coletores Orientais possuíam em torno de três quartos de sua ancestralidade oriunda dos ANE, enquanto os Caçadores-Coletores Escandinavos possuíam menos dessa linhagem - entre 19 e 33%.
Após o fim do Pleistoceno, os ANE conseguiram sobreviver apenas na região da Ásia Central.
Os proto-indo-europeus, dos quais todos os povos falantes de línguas indo-europeias descendem em diferentes graus, foram formados pela miscigenação entre os Caçadores-Coletores Orientais e do Cáucaso. Dessa forma, possuíam uma quantidade significativa de ancestralidade ANE, a qual foi dispersa para o restante da Europa, Anatólia, Cáucaso, Pérsia e Sul da Ásia graças às migrações indo-europeias.
A ancestralidade ANE está presente em todas as populações nativas da Europa em proporção nunca maior que 20% do pool genético. Também já foi detectada, além dos povos já citados, em populações do Levante.

## Fenótipo
O gene para os cabelos loiros nos europeus tem sua origem nos Antigos Eurasiáticos do Norte, há cerca de 18 mil anos.
Os descendentes diretos mais recentes dos ANE são as Múmias de Tarim, encontradas na região autônoma chinesa de Xinjiang e datadas de em torno de 4 mil anos atrás. Tendo esses indivíduos mumificados como fenótipo a pele clara e cabelos loiros, é possível presumir que os Antigos Eurasiáticos do Norte possuíam tais características fenotípicas.